# 321
Cette page concerne l'année 321  du calendrier julien. Pour l'année 321 av. J.-C., voir 321 av. J.-C. Pour le nombre 321, voir 321 (nombre).
L'année 321 est une année commune qui commence un dimanche.

## Événements
- 7 mars, Sardique : le dimanche devient jour chômé officiel dans l'Empire romain[1].
- 5 mai : Constantin accorde la liberté de culte aux Donatistes[2].
- 3 juillet : loi de Constantin permettant d'affranchir les esclaves le dimanche. Loi accordant le droit de tester en faveur de l'Église chrétienne[3].
- 11 décembre : édit de Constantin mentionnant les Juifs de Cologne. Un autre édit du 1er décembre 331 les mentionne également[4]. Ils ordonnent aux Juifs comme à d’autres Romains d’accepter les devoirs de la curie. L’archéologie atteste l’existence d’un cimetière juif et d’une synagogue à Cologne à l’époque romaine.

- Alexandre, patriarche d’Alexandrie, réunit un synode des évêques d’Égypte et de Libye qui excommunie Arius et ses partisans[5].
- Amorce de la rupture entre Constantin et Licinius attestée par le monnayage[6].

## Naissances en 321
- Valentinien Ier, empereur romain.